# عبد الرحمن أبو القاسم
عبد الرحمن أبو القاسم (1 يناير 1942 - 17 شعبان 1441 هـ / 10 أبريل 2020)، ممثل فلسطيني من مواليد صفورية، في فلسطين، لجأت عائلته إلى سوريا عام 1948.

## نبذة عنه
بدأ العمل في المسرح المدرسي عام 1954 وتحديداً في مدارس دمشق الابتدائية ومنها إلى الإعدادية في مدرسة الصناعة، وبعد ذلك تنقل في عدد من الفرق السورية المحلية منها الفرقة السورية للتمثيل، نادي الأزبكية، والنوادي التي كانت تابعة لوكالة الغوث في المخيمات الفلسطينية وبعد ذلك انضوى في فرقة مسرحية لحركة فتح، وكان اسمها فرقة فتح المسرحية وفي عام 1965 قدم معها عدداً من المسرحيات بما لا يقل عن 15 عرضاً ثم تبنت منظمة التحرير هذه الفرقة وأصبح اسمها فرقة المسرح الوطني الفلسطيني.

## وفاته
توفي عبد الرحمن أبو القاسم بتاريخ 10 أبريل 2020، في دمشق، إثر تعرضه لأزمة قلبية عن عمر ناهز الثمانية والسبعين عامًا.

## أعماله

### أفلام
| - طعم الليمون:2011 - مهوى الأفئدة:2010 - الأمانة:2009 - الخوافي والقوادم في نصرة الإسلام:2009- أبو جهل - دمشق تتكلم:2008 - الهوية:2007 | - موكب الإباء:2005- الأزدي - زهر الرمان:2001 - بستان الموت:2001 - صهيل الجهات:1993 - خلف الاسوار:2009 - فيلم قصير - الأبطال يولدون مرتين 1977 |

### مسلسلات
| - بروكار: 2020-الحكواتي - خاتون: (ج2) 2017- ذيب الجبل - عطر الشام: (ج2) 2017- أبو صافي - خاتون:2016 - قضاة عظماء: (ج1) 2016 - عطر الشام:2016- أبو صافي - طوق البنات: (ج1، 2) 2014، 2015 - وطن حاف:2013- ح24 - إمام الفقهاء:2012 - الشبيهة:2012- ضيف شرف - مغامرات دليلة والزيبق: (ج1، 2) 2011، 2012- عمي القاضي - الحسن والحسين:2011- ضيف شرف - أبو هريرة - ظل الحكايا:2011 - أحلى غنوة:2011- الجد - رايات الحق:2010- عبد الرحمن بن عوف - حضارة العرب (ج2): 2010- عبد الله المأمون - حضارة العرب (ج1): 2010- ابن الجزار - هي دنيتنا:2010 - وادي السايح:2010 - البقعة السوداء:2010- ضيف شرف - شتاء ساخن:2009 - رجال الحسم:2009 - الحوت:2008- الشيخ - لورنس العرب:2008 | - أنا و إخوتي: (ج2، ج3) 2008، 2009- الجد - غفلة الأيام:2008 - صراع على الرمال:2008- الشيخ حماد - ضيف شرف - بيت جدي:2008- أبو شبلي - وجه العدالة:2008- القاضي - رسائل من رجل ميت:2008 - بهلول أعقل المجانين:2007 - المحروس:2006 - خالد بن الوليد: (ج1، 2) 2006، 2007- العباس بن علي - ضيف شرف - سقف العالم:2006- ضيف شرف - يوميات عربي:2006 - شمائل عربية:2006 - عصام ورشا:2005 - عياش:2005- القائد فداء - ضيف شرف - قرن الماعز:2005 - ملوك الطوائف:2005- عبد الله بن ياسين - حاجز الصمت:2005 - المغامر:2005 - أبو زيد الهلالي:2004- الأمير رزق - الصمت:2004 - عذراء الجبل:2004- المفتي العنابي - الشتات:2003- روتشيلد - ومضات من تاريخنا:2003 | - يا شاري الهم:2003 - عمر الخيام:2002- ضيف شرف - أبو الطاهر - بيازد:2002 - آباء وأمهات:2002 - أبو الطيب المتنبي:2002- بدر ابن عمار - العوسج:2002- أبو أسعد الطحان - والد شمس - البطرني:2001 - البحث عن صلاح الدين:2001- العادل - شام شريف:2001 - المسلوب:2001- المهند - البواسل:2000- ابن الرومية - قضية عائلية:1999- الأب - القصر:1999 - بقايا صور:1999- برهوم الخال - الجمل:1999 - آخر أيام التوت:1999- أبو زهدي - عفية شلهوب:1998- عوض - الكواسر:1998- ابن الرومية - الأماني المرة:1998- الاب - الشوكة السوداء:1998 - الثريا:1998 - ظلال من الماضي:1997 - تل الصوان:1997 | - العبابيد:1997- عيلمي - عدالة الصحراء:1996- ضيف شرف - عودة الفارس:1996- شمروخ - القيد:1996 - الجوارح:1995- ابن الروميه - شيمة:1995 - طرائف أبي دلامة:1993- بشار بن برد - السيرة العربية:1992 - الكف والمخرز:1992- عوف - مختصر مفيد:1992 - الهنوف:1991 - غضب الصحراء:1989 - وداعا .. زمن الصمت:1986 - شعراء المعلقات:1982 - عز الدين القسام:1981- أبو إبراهيم - بصمات على جدار الزمن:1980- القنصل الأميركي - حرب السنوات الأربعة:1980- القنصل الأمريكي هاملتون - أبو فراس الحمداني:1979 - الحب والشتاء:1977 - السدرة - أعلام العرب - عرار وعمير - الأحلام المهاجرة: ضيف شرف |

## روابط خارجية
- عبد الرحمن أبو القاسم على موقع قاعدة بيانات الأفلام العربية